# Trương Văn Khoa
Trương Văn Khoa (sinh 1952), người Mường, là đại biểu Quốc hội Việt Nam khóa XII, thuộc đoàn đại biểu Thanh Hoá.